# Vilatge de Vilba
El Vilatge de Vilba, Despoblat de Mirbes o Milves és un despoblat antic del terme del Pont de Suert, dins de l'antic municipi de Malpàs, pertanyent a l'Alta Ribagorça. És just al nord-oest del punt quilomètric 340 de la carretera N-260. Des d'allà es puja cap al nord-oest, sense camí, per la carena fins a pujar al Tossal dels Casals, on hi ha les restes d'aquest vilatge.
Esmentat ja el 956 en el cartoral de Lavaix, està documentat fins al 1094, any en què el lloc ja devia quedar abandonat. La forma del topònim ha anat evolucionant amb el pas del temps. Si en la documentació més antiga surt com a “Vilba”, actualment el lloc, on encara hi ha constància de l'existència del castell fins i tot als mapes, és anomenat “Milves”.
Devia ser un nucli fortificat, ja que només s'hi pot accedir des de ponent, i després de travessar un doble fossat. A partir d'aquesta entrada, les restes de construccions s'esglaonen pels vessant meridional i oriental del turó, tot protegit per una muralla.
Hi ha també les ruïnes de la seva església. No es coneix a qui estava advocada l'església de Vilba.